# Andrzej Maćkowski
Andrzej Maćkowski (ur. 6 listopada 1968 w Bydgoszczy) – polski kolarz szosowy. Reprezentant Polski.

## Kariera sportowa
Był zawodnikiem Rometu Bydgoszcz. Dwukrotnie reprezentował Polskę na mistrzostwach świata. W 1989 zajął 57. miejsce w indywidualnym wyścigu szosowym ze startu wspólnego. W 1990 w tej samej konkurencji ukończył wyścig na 40. miejscu, a w wyścigu drużynowym na 100 km zajął 10. miejsce.
Był wicemistrzem Polski w jeździe parami w 1988 (z Markiem Leśniewskim) oraz w jeździe indywidualnej na czas w 1990. W 1989 zajął w klasyfikacji końcowej Tour de Pologne 4. miejsce. W 1990 zajął 5. miejsce w Wyścigu Pokoju, wygrywając jeden z etapów, w Tour de Pologne zwyciężył w dwóch etapach oraz klasyfikacji na najaktywniejszego kolarza, a także triumfował w Małopolskim Wyścigu Górskim.